# Neallogaster choui
Neallogaster choui là loài chuồn chuồn trong họ Cordulegastridae. Loài này được Yang & Li miêu tả khoa học đầu tiên năm 1994.